# Ismail Khan

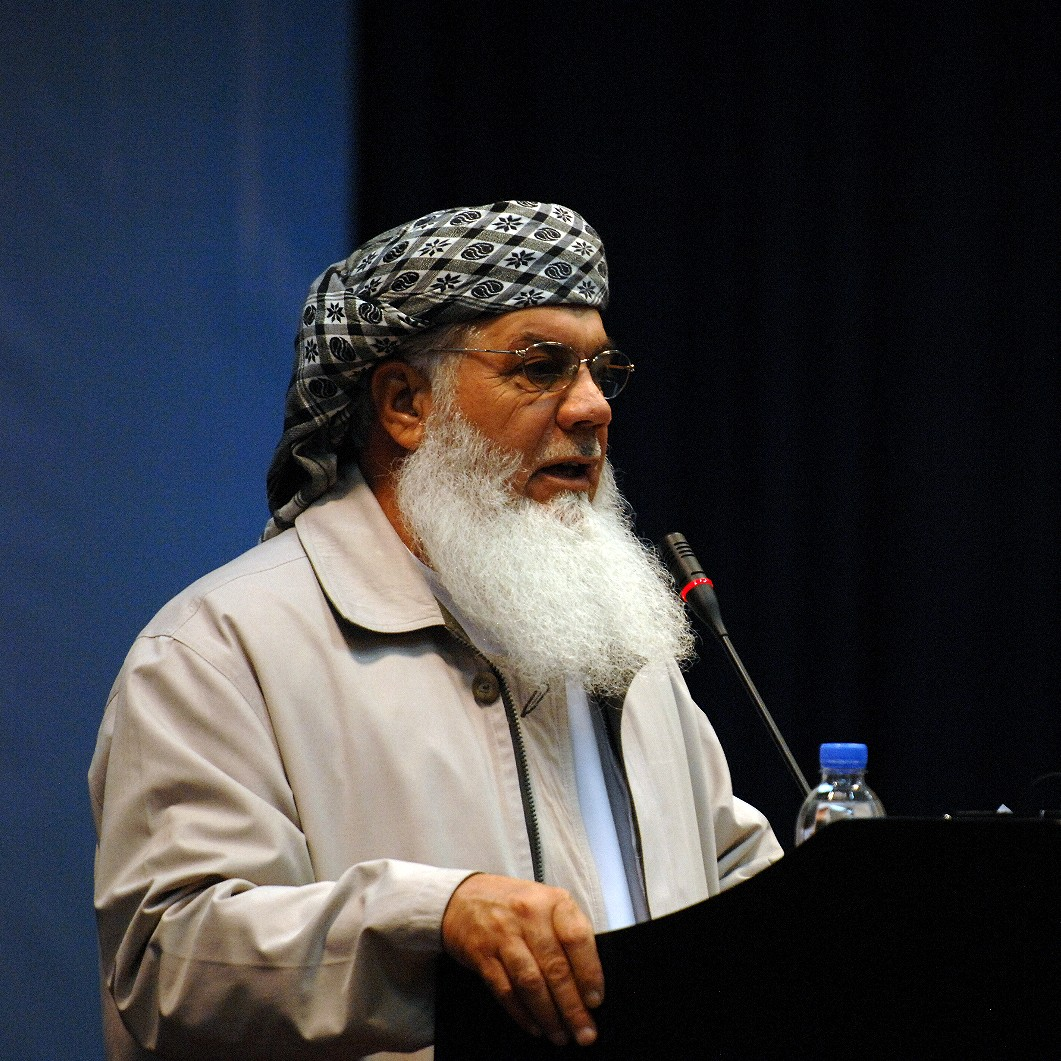
Ismail Khan

Ismail Khan (1946) is een leider van de moedjahedien in Afghanistan. Hij is later de gouverneur van Herat geworden. Hij is populair in Afghanistan voor zijn daden tijdens de Jihad tegen Sovjet-Unie.
Momenteel is Khan de minister van Energie in de huidige Afghaanse regering.